# Kafr Tacharim (poddystrykt)
Kafr Tacharim – jedna z 6 jednostek administracyjnych trzeciego rzędu (nahijja) dystryktu Harim w muhafazie Idlib w Syrii.
W 2004 roku poddystrykt zamieszkiwało 14 772 osób.